# Malone (Nova York)
Malone és una vila i seu del Comtat de Franklin (Nova York) dels Estats Units d'Amèrica.

## Demografia
Segons el cens dels Estats Units del 2000 tenia 6.075 habitants, 2.583 habitatges, i 1.511 famílies. La densitat de població era de 742,3 habitants/km².
Dels 2.583 habitatges en un 28,5% hi vivien nens de menys de 18 anys, en un 38,6% hi vivien parelles casades, en un 15,2% dones solteres, i en un 41,5% no eren unitats familiars. En el 36% dels habitatges hi vivien persones soles el 17,4% de les quals corresponia a persones de 65 anys o més que vivien soles. El nombre mitjà de persones vivint en cada habitatge era de 2,24 i el nombre mitjà de persones que vivien en cada família era de 2,86.
Per edats la població es repartia de la següent manera: un 23% tenia menys de 18 anys, un 7,6% entre 18 i 24, un 26,1% entre 25 i 44, un 22,9% de 45 a 60 i un 20,4% 65 anys o més.
L'edat mediana era de 40 anys. Per cada 100 dones de 18 o més anys hi havia 76,9 homes.
La renda mediana per habitatge era de 25.200 $ i la renda mediana per família de 35.077 $. Els homes tenien una renda mediana de 29.200 $ mentre que les dones 20.163 $. La renda per capita de la població era de 15.960 $. Entorn del 10,8% de les famílies i el 16,4% de la població estaven per davall del llindar de pobresa.